# Nhật Bản sáp nhập Đại Hàn

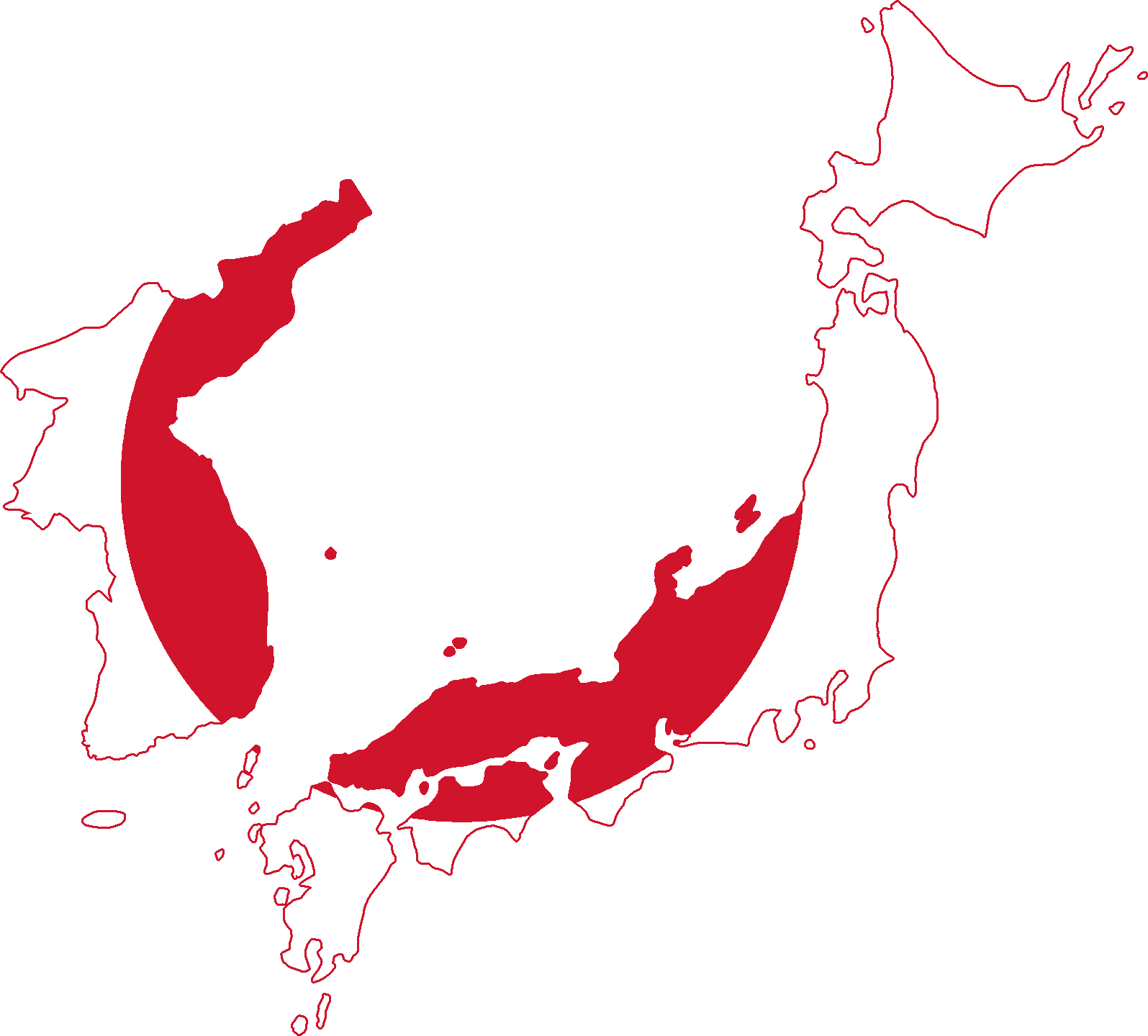
Bản đồ Nhật Bản sau khi sát nhập Hàn Quốc

Sự kiện Nhật Bản sáp nhập Triều Tiên (tiếng Nhật: 韓国併合 kankoku heigo, tiếng Hàn Quốc: 한일병합) diễn ra vào ngày 29 tháng 8 năm 1910 dựa trên "Hiệp ước Sáp nhập Triều Tiên" mà Đại Nhật Bản Đế quốc ký với Đại Hàn Đế quốc. Sự kiện này còn được gọi là Sáp nhập Đại Hàn, Nhật-Hàn Sáp nhập, hoặc Nhật-Hàn Hợp nhất.
Quá trình này bắt đầu sau khi ký Hòa ước Portsmouth năm 1905, khi Nhật Bản biến Triều Tiên thành một nước bảo hộ, và cuối cùng sáp nhập Triều Tiên vào năm 1910. Sau khi sát nhập, Nhật Bản đã cai trị bán đảo Triều Tiên trong 35 năm. Sự cai trị này tiếp tục đến khi Nhật Bản chấp nhận Tuyên bố Potsdam và đầu hàng vô điều kiện vào năm 1945, nhưng thực chất đã kết thúc vào ngày 9 tháng 9 năm đó khi Phủ Tổng đốc Triều Tiên ký văn kiện đầu hàng với quân Đồng minh.
Năm 1965, Hiệp ước về quan hệ cơ bản giữa Nhật Bản và Đại Hàn Dân Quốc được ký kết, Hiệp ước Sáp nhập Triều Tiên mất hiệu lực hoàn toàn.

## Tên gọi
Sự kiện Nhật Bản sát nhập Triều Tiên có nhiều tên gọi khác nhau. Tại Hàn Quốc do sự kiện diễn ra vào năm Canh Tuất (1910), người Triều Tiên coi sự sát nhật là một sự nhục nhã của đất nước nên còn gọi là Canh Tuất Quốc sỉ (경술국치), hay Quốc quyền bị đoạt (국권피탈), sau này quan hệ Nhật Bản và Hàn Quốc ấm lên, tại Hàn Quốc đơn giản chỉ gọi sự kiện này là Hợp tính Nhật Hàn (한일병합). Tại Nhật Bản sự kiện này được gọi là Hợp tính Nhật Triều (朝鮮併合), Hợp tính Nhật Hàn (日韓併合), Hợp bang Nhật Triều (日韓合邦).

## Tổng quát
Vào ngày 22 tháng 8 năm 1910, Hiệp ước Sáp nhập Triều Tiên đã được ký kết tại Hán Thành (hiện nay là Seoul) bởi Tổng đốc Terauchi Masatake và Thủ tướng Đế quốc Đại Hàn Lee Wan-yong (이완용 Lý Hoàn Dụng), và được phê chuẩn và công bố vào ngày 29 cùng tháng. Qua đó, Đại Nhật Bản Đế quốc sáp nhập Đại Hàn Đế quốc, gánh vác toàn bộ các khoản nợ của Đại Hàn Đế quốc, và chiếm hữu toàn bộ bán đảo Triều Tiên.
Ngày 15 tháng 8 năm 1945, Nhật Bản đã mất quyền kiểm soát thực tế do thất bại trước các nước Đồng minh trong Chiến tranh Thế giới thứ hai (Chiến tranh Thái Bình Dương/Chiến tranh Đại Đông Á), và ngày 2 tháng 9 cùng năm, Nhật Bản đã ký văn kiện đầu hàng, cam kết tuân thủ các điều khoản của Tuyên bố Potsdam. Điều này đã chấm dứt quyền chiếm hữu bán đảo Triều Tiên của Nhật Bản, nhưng sự cai trị Đại Nhật Bản Đế quốc vẫn tiếp tục cho đến ngày 9 tháng 9, khi Phủ Tổng đốc Triều Tiên ký văn kiện đầu hàng với quân Đồng minh.
Việc từ bỏ quyền chiếm hữu lãnh thổ theo hiệp ước được chính thức thực hiện vào ngày 28 tháng 4 năm 1952 khi Hiệp ước Hòa bình San Francisco có hiệu lực. Tuy nhiên, vào ngày 9 tháng 9 năm 1945, Phủ Tổng đốc Triều Tiên đã ký văn kiện đầu hàng với quân đội Mỹ, một phần của lực lượng Đồng minh, và từ bỏ quyền chiếm hữu lãnh thổ. Sau đó, Chính phủ Quân sự Lục quân Hoa Kỳ tại Triều Tiên đã bắt đầu cai trị bán đảo Triều Tiên.
Sau đó, bán đảo Triều Tiên bị chia cắt tại vĩ tuyến 38, với miền Nam do quân đội Mỹ cai trị và miền Bắc do quân đội Liên Xô cai trị. Ngày 15 tháng 8 năm 1948, Lý Thừa Vãn tuyên bố độc lập từ Chính phủ Quân sự Hoa Kỳ, thành lập Đại Hàn Dân Quốc Đệ Nhất Cộng hòa ở miền Nam. Ngày 9 tháng 9 cùng năm, ở miền Bắc, Kim Nhật Thành, với sự hỗ trợ của Liên Xô, đã thành lập Cộng hòa Dân chủ Nhân dân Triều Tiên.
Thuật ngữ "Sáp nhập Triều Tiên" hay "Nhật-Hàn Sáp nhập" không chỉ đề cập đến sự kiện ký kết hiệp ước mà còn ám chỉ thực tế liên tục của sự cai trị của Nhật Bản trên bán đảo Triều Tiên.

## Lịch sử

### Hệ thống sách phong
Nhà Triều Tiên duy trì hệ thống sách phong với triều đình nhà Thanh Trung Quốc làm trung tâm. Theo hệ thống này, Triều Tiên được đặt dưới trật tự với hoàng đế Trung Quốc ở vị trí tối cao. Năm 1869, khi chính phủ Minh Trị Nhật Bản thông báo phục hồi quyền lực vương triều cho Triều Tiên, Triều Tiên đã không chấp nhận thông báo này vì những từ ngữ như "hoàng thượng" và "phụng sắc" được sử dụng trong thông báo này là do hoàng đế Trung Quốc gửi đến Triều Tiên.
Sau sự kiện đảo Ganghwa năm 1876, Hiệp ước Hữu nghị Nhật-Triều được ký kết, thiết lập quan hệ ngoại giao giữa Nhật Bản và Triều Tiên. Hiệp ước này tuyên bố "Triều Tiên là một quốc gia tự chủ và có quyền bình đẳng với Nhật Bản", cho thấy ý định tách Triều Tiên khỏi hệ thống sách phong của nhà Thanh. Hiệp ước này đã tạo ra sự đối lập giữa Nhật Bản và nhà Thanh về việc Triều Tiên là chư hầu của Trung Quốc.
Sau đó, nhà Triều Tiên đã yêu cầu nhà Thanh đàm phán một hiệp ước với Mỹ, và trong các cuộc đàm phán tại Thiên Tân, Lý Hồng Chương của nhà Thanh đã cố gắng đưa vào điều khoản "Triều Tiên là thuộc quốc của Trung Quốc nhưng có quyền tự chủ về nội chính và ngoại giao", nhưng phía Mỹ phản đối vì không ký hiệp ước với thuộc quốc. Tuy vậy, Triều Tiên Cao Tông đã gửi yêu cầu tương tự không chỉ tới Mỹ mà còn tới Đức và Anh trong các cuộc đàm phán ký kết hiệp ước. Ngày 4 tháng 10 năm 1882, Triều Tiên và nhà Thanh ký Hiệp ước Thương mại Trung-Triều, xác nhận rõ ràng rằng họ là một nước phiên thuộc của Trung Quốc.

### Từ khi mở cửa đến Chiến tranh Nhật-Thanh
Sau khi mở cửa, Nhà Triều Tiên tiếp tục gặp phải các xung đột chính trị sau:
- Phái Vệ Chính Bài Dị: Nhìn nhận các quốc gia phương Tây là kẻ địch và cố gắng duy trì chính sách bế quan tỏa cảng. Đại diện là thân phụ của Cao Tông, Hưng Tuyên Đại Viện Quân.
- Phái Khai Hóa: Các quan chức trẻ chịu ảnh hưởng từ Minh Trị Duy tân của Nhật Bản (ví dụ: Kim Ok-gyun, Hong Yung-sik, Pak Yung-hio).
- Phái Sự Đại: Chủ trương thần phục nhà Thanh, bao gồm gia tộc Min (Mẫn phi của Cao Tông), Min Yeong-ik làm đại diện.[6]

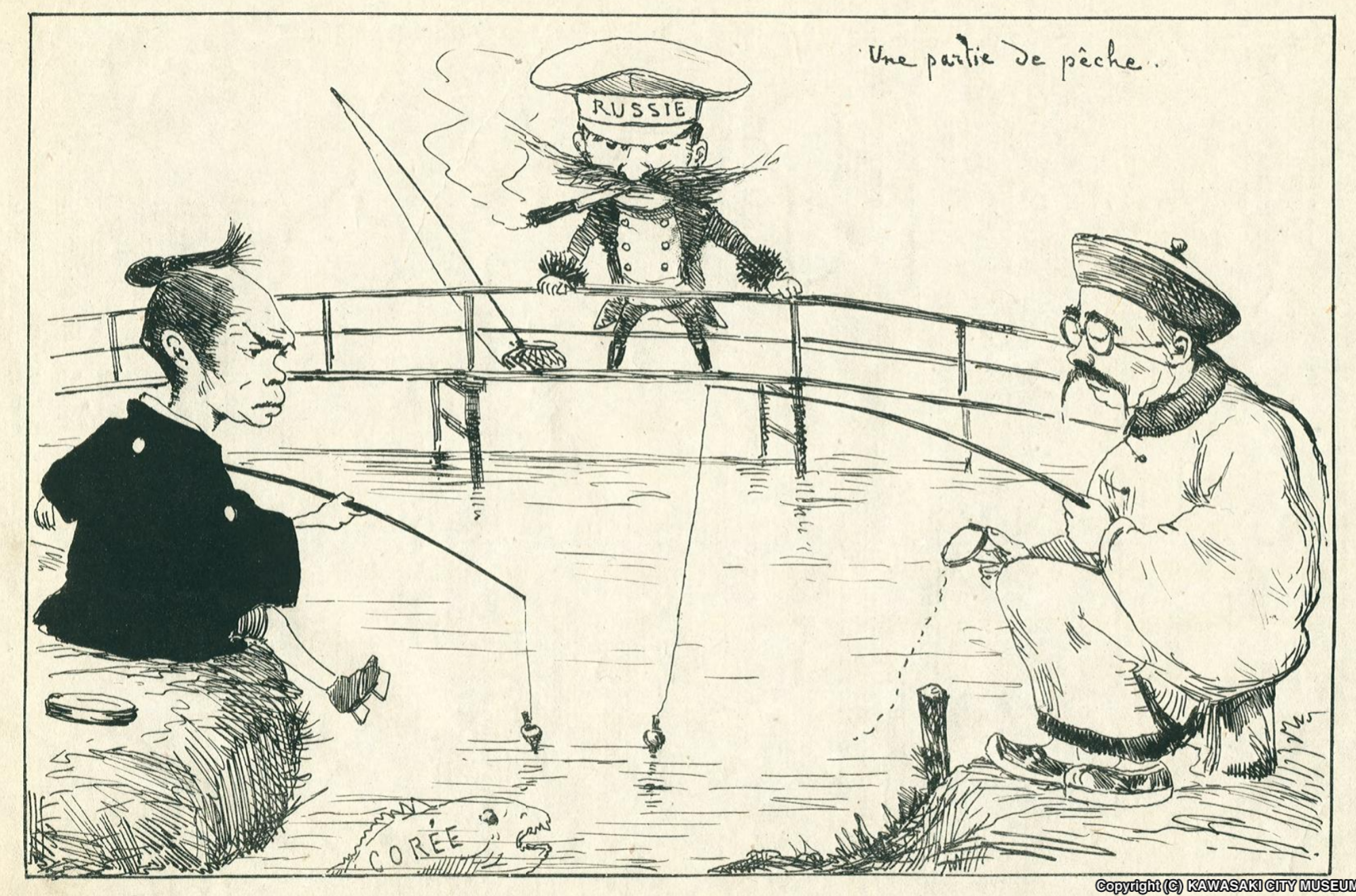
Bức tranh biếm họa "Câu cá" (Une partie de pêche) của Georges Bigot được đăng trên tạp chí 『Tobaé』 số 1 (ngày 15 tháng 2 năm 1887). Trong bức tranh này, Nhật Bản và Trung Quốc (nhà Thanh) đang cố gắng câu con cá (Triều Tiên), trong khi Nga thì mưu toan cướp lấy nó.

Năm 1881, Phái Vệ Chính Bài Dị âm mưu lật đổ Cao Tông và trục xuất gia tộc Min bằng cách ủng hộ con trưởng ngoài giá thú của Hưng Tuyên Đại Viên Quân là Hoàn Ân quân (완은군) nhưng thất bại và 30 người bao gồm cả Hoàn Ân quân bị xử tử. Năm sau, Hưng Tuyên Đại Viên Quân lại âm mưu giành quyền lực bằng một cuộc đảo chính, nhưng bị dập tắt bởi các lực lượng Trung Quốc do Đinh Nhữ Xương (丁汝昌) và Mã Kiến Trung (馬建忠) chỉ huy theo yêu cầu của Kim Yun-sik (김윤식) và O Yun-jung (어윤중). Hưng Tuyên Đại Viên Quân bị lưu đày đến Thiên Tân, và những quan chức, nhà Nho theo phe ông bị hành quyết tàn khốc, khiến phe này bị tiêu diệt (biến cố Nhâm Ngọ).
Tháng 10 năm đó, Trung Quốc ký kết hiệp ước thương mại với Triều Tiên, đưa Triều Tiên vào hệ thống phiên thuộc và gửi Mã Kiến Trung và Möllendorff làm cố vấn chính trị cho chính phủ Triều Tiên. Năm 1884, cuộc đảo chính của phe cải cách nổ ra nhưng bị quân đội Trung Quốc dập tắt, khiến phe này thất bại (biến cố Giáp Thân). Sau những biến cố này, Trung Quốc tăng cường ảnh hưởng lên Triều Tiên và gia tộc Min nắm quyền kiểm soát. Trung Quốc ký kết Hiệp ước Thiên Tân với Nhật Bản, quy định rằng cả hai nước phải thông báo trước khi đưa quân vào Triều Tiên và rút quân khỏi bán đảo.
Năm 1885, khi nhà Thanh phát hiện Cao Tông bí mật yêu cầu sự hỗ trợ từ Đế quốc Nga (sự kiện mật ước Nga-Triều), Trung Quốc đưa Hưng Tuyên Đại Viên Quân trở về Triều Tiên để duy trì ảnh hưởng. Hưng Tuyên Đại Viên Quân âm mưu lật đổ Cao Tông và đưa cháu trai là Vĩnh Tuyền quân (영선군) lên ngôi, và ông liên kết với phong trào Đông Học của Jeon Bong-jun. Tháng 6 năm 1894, phong trào Đông Học nổi dậy và chiếm đóng Jeolla, yêu cầu chính quyền của Hoàng hậu Min từ chức (cuộc nổi dậy nông dân Giáp Ngọ). Chính quyền Min yêu cầu sự trợ giúp từ Trung Quốc để dập tắt cuộc nổi dậy, và Trung Quốc đã gửi quân đội, nhưng Nhật Bản cũng đưa quân đến Triều Tiên theo Hiệp ước Thiên Tân.
Sau khi cuộc nổi dậy bị dập tắt, Triều Tiên yêu cầu cả hai nước rút quân, nhưng bị từ chối. Nhật Bản yêu cầu xác nhận Triều Tiên là quốc gia độc lập và nhận được câu trả lời rằng Triều Tiên là quốc gia tự chủ. Điều này khiến Nhật Bản chỉ trích Trung Quốc cố gắng biến Triều Tiên thành nước phụ thuộc và căng thẳng giữa hai nước gia tăng. Nhật Bản đưa ra kế hoạch cải cách nội bộ cho chính phủ Triều Tiên, nhưng gia tộc Min từ chối và yêu cầu rút quân. Chính phủ Nhật Bản bắt đầu ủng hộ việc thành lập chính phủ mới do Hưng Tuyên Đại Viên Quân lãnh đạo.
Ngày 23 tháng 7 năm 1894, Đại sứ Nhật Bản tại Triều Tiên là Otori Keisuke chỉ đạo Thiếu tướng Lục quân Oshima Yoshimasa dẫn quân vào Seoul. Nhật Bản tiến vào Cảnh Phúc Cung, và sau một trận chiến ngắn, bảo vệ được Cao Tông. Cao Tông đồng ý giao toàn quyền cải cách cho Hưng Tuyên Đại Viên Quân. Tuy nhiên, do tuổi già, Hưng Tuyên Đại Viên Quân không thể điều hành tốt, và đã chọn Kim Hong-jip (김홍집) làm thủ tướng theo đề nghị của Fukashi Sugimura (杉村濬). Chính phủ Triều Tiên yêu cầu Trung Quốc rút quân khỏi Asan, nhưng lo sợ trả thù, họ từ chối tuyệt giao với Trung Quốc cho đến khi bị áp lực mạnh từ Otori Keisuke.
Ngày 25 tháng 7 năm 1894, cuộc xung đột tại vùng biển Phong Đảo giữa Nhật Bản và Trung Quốc đánh dấu sự bùng nổ của Chiến tranh Nhật-Thanh. Nhật Bản giành chiến thắng và buộc Trung Quốc ký Hiệp ước Shimonoseki, công nhận Triều Tiên là quốc gia độc lập, loại bỏ ảnh hưởng của Trung Quốc trên bán đảo Triều Tiên.

### Chính sách thân Nga của Cao Tông và sự thành lập Đại Hàn Đế Quốc

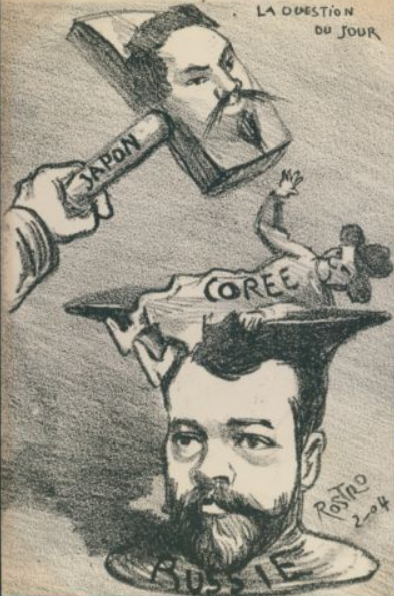
Tranh biếm họa về Chiến tranh Nga-Nhật

Sau Chiến tranh Thanh-Nhật, bán đảo Triều Tiên đã chứng kiến sự sụp đổ của gia tộc Min từng liên kết với nhà Thanh, và phái Khai hóa đã phục hồi với Kim Hong-jip làm Thủ tướng, thiết lập Hiến pháp đầu tiên trong lịch sử Triều Tiên gọi là "Hồng Phạm 14 điều" và tiến hành cải cách Giáp Ngọ (1894-1896). Tuy nhiên, khi Nhật Bản nhượng bộ trước sự can thiệp của Pháp, Đức và Nga về Hiệp ước Shimonoseki, ảnh hưởng của Hoàng hậu Mẫn, người đã liên kết với Nga, bắt đầu gia tăng. Nội các của Kim Hong-jip, bao gồm những người như Yu Kil-chun và Kim Ga-jin (김가진), lần lượt bị loại bỏ.
Thất bại trong việc giành lại quyền lực của Đại viện quân thông qua cuộc đảo chính với phái Khai hóa đã dẫn đến vụ ám sát Hoàng hậu Mẫn (Sự kiện Eulmi) và khôi phục quyền lực. Tuy nhiên, những người còn lại của phái Sự Đại (như Yi Bum-jin) đã lợi dụng việc Cao Tông bị ám sát vợ để đứng về phía mình. Mặc dù cuộc đảo chính năm 1895 thất bại (Sự kiện Chunsaengmun), nhưng vào năm 1896, với sự hỗ trợ của quân đội Nga, họ đã di chuyển Cao Tông đến Đại sứ quán Nga và nắm quyền kiểm soát. Các quan chức phái khai hóa như Kim Hong-jip bị Cao Tông xử tử, và một nội các thân Nga đã nắm quyền (Sự kiện Đại sứ quán Nga).
Trong bối cảnh quyền lực ngày càng tăng của Nga, phái Khai hóa thành lập Hiệp hội Độc lập (독립협회) để thúc đẩy tư tưởng khai sáng và tự chủ, đổi tên các công trình mang tính tượng trưng của triều đình Trung Quốc như Mộ Hoa quán và Nghênh Ân môn thành Hội trường Độc lập và Cổng Độc lập. Tuy nhiên, mối quan hệ giữa Nhật Bản và Nga trở nên căng thẳng hơn, buộc hai bên phải đạt được một thỏa thuận được ký kết giữa Komura Jutarō, Đại sứ Nhật Bản tại Triều Tiên và Karl Ivanovich Weber, Đại sứ Nga tại Triều Tiên.
Tháng 2 năm 1897, Cao Tông từ Đại sứ quán Nga trở về Cảnh Vân Cung. Ngày 12 tháng 10 năm 1897, Cao Tông tự phong làm Hoàng đế và đổi tên quốc gia thành Đại Hàn. Ông đã dựa vào sức mạnh của Nga để thiết lập một chế độ chuyên chế. Ông thay đổi cố vấn Bộ Tài chính từ người Anh là John McLeavy Brown sang người Nga là Kiril A. Alexeev (sự kiện cố vấn Bộ Tài chính), và thành lập Ngân hàng Nga-Hàn vào tháng 2 năm 1898. Tháng 1 năm 1898, đồng ý để Nga thuê đảo Jeoongdo gần Busan, gần Tsushima, để xây dựng căn cứ dự trữ than cho Hạm đội Thái Bình Dương (vấn đề thiết lập kho than trên đảo Tuyệt Ảnh).
Phái Khai hóa, đặc biệt là Seo Jae-pil, nhân vật trung tâm của phái này, bị bãi nhiệm khỏi vị trí cố vấn Trung ương Viện và bị trục xuất ra nước ngoài vào tháng 2 năm 1898. Thỉnh nguyện thư đòi độc lập khỏi Nga và Nhật Bản bị bác bỏ. Đại Viện Quân cũng bị Cao Tông gạt bỏ khi khuyên can rằng "Người Nhật Bản đang làm điều gì đó" và "Nước Nga đối xử tử tế và ủng hộ ta".
Yun Chi-ho, người kế thừa Hiệp hội Độc lập, đã tổ chức các cuộc họp công cộng (Vạn Dân Cộng Đồng Hội) để yêu cầu thành lập quốc hội, nhưng Cao Tông cũng huy động các thương nhân để thành lập Hoàng Quốc Hội nhằm đối phó. Tháng 1 năm 1899, Cao Tông ra lệnh giải tán Hiệp hội Độc lập, và chủ tịch Yun Chi-ho phải lánh vào Đại sứ quán Hoa Kỳ, dẫn đến sự tan rã của phái khai hóa.
Tháng 4 năm 1898, Hiệp định Nishi–Rosen được ký kết giữa Nhật Bản và Nga, quy định hai nước sẽ không can thiệp vào chính trị nội bộ của Triều Tiên. Cao Tông đã tiến hành một cuộc cải cách chính trị gọi là Quang Vũ cải cách, nhưng phải đối mặt với các kế hoạch lật đổ và ám sát từ các quan lại phản đối, như kế hoạch thoái vị của vua Cao Tông vào tháng 7 và vụ ám sát Cao Tông và thái tử không thành (sự kiện trà độc) vào tháng 9. Các chính sách kinh tế nhằm đảm bảo nguồn tài chính cho hoàng gia cũng không nhận được sự ủng hộ từ nhân dân và nhanh chóng thất bại.

### Cải cách Quang Vũ
Vào tháng 8 năm 1899, Cao Tông đã ban hành "Đại Hàn Quốc Quốc Chế", xác định hoàng đế có quyền lực lớn như quyền thống soái, quyền lập pháp, quyền ân xá và quyền ngoại giao. Chính sách hiện đại hóa dưới sự chuyên chế của hoàng đế (cải cách Quang Vũ) đã được thúc đẩy, nhưng việc phát hành tiền tệ độc lập của Hàn Quốc đã thất bại, dẫn đến tình hình tài chính xấu đi. Chính phủ Hàn Quốc cũng đã công bố kế hoạch xây dựng đường sắt từ Seoul đến Mokpo, nhưng do thiếu vốn, kế hoạch không thể thực hiện được. Ngoài ra, dự án điều tra đất đai gọi là "Quang Vũ Lượng Điền" đã được thực hiện nhằm chuyển quyền sở hữu đất từ tư nhân sang nhà nước và tăng thu nhập thuế thông qua đánh thuế hiện đại, nhưng do việc giải thích không rõ ràng và thiếu kinh phí, dự án đã không thể hoàn thành và chấm dứt khi chiến tranh Nga-Nhật bùng nổ.
Nhà văn du lịch người Anh Isabella Bird đã mô tả về cải cách Quang Vũ trong tác phẩm "Triều Tiên Ký Hành" như sau:
"Thái độ của các quan chức Triều Tiên, ngoại trừ một số ít người quan tâm đến thành công của Nhật Bản, hoàn toàn không thuận lợi cho chế độ mới, và mỗi cải cách đều trở thành đối tượng của sự phẫn nộ. Giới quan lại coi cải cách là sự ngăn cản việc 'bóc lột' và lợi ích bất chính, và cùng với đám người theo hùa, tất cả đều bị ràng buộc bởi động cơ tư lợi mạnh mẽ nhất, phản đối cải cách một cách tích cực hoặc tiêu cực. Tham nhũng chính trị tập trung ở Seoul, nhưng ở các địa phương cũng đầy rẫy những hành vi tương tự dù quy mô nhỏ hơn. Quan lại xấu xa, làm giàu cho bản thân bằng cách áp bức tầng lớp chăm chỉ và ngay thẳng, rất phổ biến. Nhật Bản đã bắt tay vào việc thanh lọc hệ thống quan liêu mục nát của Triều Tiên, nhưng đây là một nhiệm vụ cực kỳ khó khăn. Truyền thống danh dự và cao quý, nếu có, đã bị lãng quên từ nhiều thế kỷ trước. Không có quy chuẩn cho một quan chức công chính. Khi Nhật Bản bắt đầu cải cách, Triều Tiên chỉ có hai tầng lớp: tầng lớp ăn trộm và tầng lớp bị ăn trộm. Tầng lớp ăn trộm bao gồm một số lượng lớn người trong bộ máy quan lại. 'Bóc lột' và tham nhũng là thói quen phổ biến từ quan chức cao cấp đến quan chức thấp cấp, và mọi vị trí đều được mua bán".— — Isabella Bird, "Triều Tiên Ký Hành", Kodansha Gakujutsu Bunko, 1998, trang 343.

#### Vấn đề tài chính và sự lưu hành của tiền giả
Vào thời điểm đó, có nhiều loại tiền đồng giả mạo được lưu hành tại Hàn Quốc, bao gồm "quan chú" (sản xuất bởi cơ quan chính thức), "đặc chú" (sản xuất bên ngoài với giấy phép đặc biệt), "mặc chú" (sản xuất bên ngoài với lệnh bí mật của hoàng gia) và "tư chú" (sản xuất lậu). Hoàng gia Hàn Quốc đã dung túng cho việc sản xuất tiền giả này để thu lợi, dẫn đến việc lưu hành tiền đồng giả mạo ngày càng tăng, gây ra nhiều vấn đề trong giao dịch thương mại tại Đại Hàn Đế Quốc. Nhiều giấy phép giả mạo (giả mạo lệnh bí mật) cũng được phát hành, làm cho việc sản xuất tiền giả "mặc chú" trở nên phổ biến. Tuy nhiên, việc tiết lộ lệnh bí mật là một tội nặng, do đó, người dân khó có thể xác định tính xác thực của giấy phép sản xuất tiền đồng. Tuy nhiên, công sứ quán Nhật Bản có thể xác minh tính xác thực của các giấy phép này bằng các biện pháp bí mật.
Ngoài ra, không chỉ có tiền đồng và tiền Hàn Quốc mà còn có phiếu tiền do các thương nhân Trung Quốc phát hành và phiếu nhận tiền của các thương nhân Nhật Bản cũng được lưu hành trên thị trường Hàn Quốc. Một số thương nhân Nhật Bản ở Hàn Quốc, bị ảnh hưởng bởi sự suy giảm giá trị của tiền đồng, mong muốn có một hệ thống tiền tệ ổn định tại Hàn Quốc, trong khi một số khác lại thúc đẩy sự suy giảm tiền tệ của Hàn Quốc để mở rộng việc lưu hành tiền Nhật Bản. Vào tháng 5 năm 1902, Ngân hàng Đệ Nhất Nhật Bản (Dai-ichi) đã phát hành tiền ngân hàng đầu tiên tại Hàn Quốc, được đảm bảo quy đổi bằng yên Nhật, và dù gặp sự cản trở từ phái thân Nga tại Hàn Quốc, tiền này ngày càng được tin tưởng.
Vào tháng 10 năm 1904, Tanetaro Megata (目賀田種太郎) trở thành cố vấn tài chính, và vào tháng 11 cùng năm, Cục điền hoàn (典圜局), cơ quan sản xuất tiền đồng được cho là nguồn gốc của tiền giả đã bị giải thể. Đến tháng 7 năm 1905, Hàn Quốc đã áp dụng hệ thống tiền tệ giống như Nhật Bản, và tiền xu được đúc tại Cục Đúc tiền Osaka.

### Chính sách mở rộng của Nga và Chiến tranh Nga-Nhật
Đế quốc Nga, như một phần trong chính sách mở rộng lãnh thổ về phía nam, đã thúc đẩy việc mở rộng lãnh thổ ở Đông Á. Sau khi Nhật Bản chiến thắng trong Chiến tranh Trung-Nhật và giành được bán đảo Liêu Đông theo Hiệp ước Shimonoseki, Nga đã cùng với Pháp và Đức can thiệp, buộc Nhật Bản phải trả lại bán đảo Liêu Đông (Ba nước can thiệp). Đồng thời, Nga ký kết hiệp ước bí mật với nhà Thanh, đảm bảo quyền lợi tại Mãn Châu thông qua việc xây dựng đường sắt Đông Trung Quốc. Năm 1898, Nga đã thuê cảng Lữ Thuận và Đại Liên tại bán đảo Liêu Đông, và Uy Hải Vệ, tiến hành thuộc địa hóa khu vực này. Sau sự kiện Cao Tông chuyển vào Đại sứ quán Nga, Nga bắt đầu mở rộng ảnh hưởng lên bán đảo Triều Tiên. Năm 1900, Nga chiếm đóng quân sự Mãn Châu nhân cơ hội cuộc nổi loạn Nghĩa Hòa Đoàn (Hiệp ước hoàn trả Mãn Châu).
Trước sự mở rộng của Nga, Nhật Bản đã có hai quan điểm đối lập: một là của Itō Hirobumi, người ủng hộ thỏa thuận trao đổi Mãn Châu với Triều Tiên, và hai là của Yamagata Aritomo, người chủ trương hợp tác với các cường quốc phương Tây để đối phó với Nga. Năm 1901, sau khi Yamagata Aritomo thành lập nội các lần thứ nhất của mình, ông đặt mục tiêu ký kết Liên minh Anh-Nhật và bảo vệ Triều Tiên như một quốc gia bảo hộ của Nhật Bản. Năm 1902, Liên minh Anh-Nhật được thành lập, làm gia tăng căng thẳng quân sự với Nga liên quan đến bán đảo Triều Tiên.
Ngày 21 tháng 1 năm 1904, chính phủ Triều Tiên tuyên bố trung lập nhằm tránh liên quan đến xung đột quân sự giữa Nhật và Nga. Tuy nhiên, Nhật Bản đã buộc Triều Tiên ký Nghị định thư Nhật-Hàn, đảm bảo sự độc lập và toàn vẹn lãnh thổ Triều Tiên cũng như an toàn hoàng gia, đổi lại Nhật Bản được quyền tự do hành động quân sự trên lãnh thổ Triều Tiên và thu hồi đất cần thiết cho chiến lược quân sự. Ngày 22 tháng 8, Nhật Bản ký Hiệp ước Nhật-Hàn lần thứ nhất, bổ nhiệm Tanetaro Megata làm cố vấn tài chính và Durham Stevens, một người Mỹ làm việc cho Bộ Ngoại giao Nhật Bản, làm cố vấn ngoại giao, tăng cường ảnh hưởng trong chính phủ Triều Tiên. Ngày 6 tháng 2 năm 1904, Chiến tranh Nga-Nhật bùng nổ, và mặc dù Hoàng đế Cao Tông gửi mật sứ hứa hẹn hợp tác với Nga, nhân dân Triều Tiên ủng hộ Nhật Bản chiến thắng, tạo nên sự phân cách lớn giữa chính phủ và nhân dân.

### Tình hình quốc tế sau Chiến tranh Nga-Nhật
Bộ trưởng Ngoại giao Anh, Huân tước Lansdowne, mong muốn ngăn chặn sự mở rộng của Nga, đã chỉ đạo John Jordan, đại sứ Anh tại Triều Tiên, hỗ trợ Triều Tiên duy trì độc lập. Tuy nhiên, sau khi Chiến tranh Nga-Nhật kết thúc, Jordan cho rằng các chính trị gia Triều Tiên không đủ khả năng cai trị và báo cáo về việc này lên chính phủ Anh. Bộ trưởng Ngoại giao Lansdowne và Thủ tướng Arthur Balfour đồng ý với nhận định này, và trong Liên minh Anh-Nhật lần thứ hai, Nhật Bản được công nhận quyền bảo hộ Triều Tiên.
Mỹ, dưới sự ảnh hưởng của công sứ Horace Newton Allen, chống lại sự can thiệp của Nhật Bản. Tuy nhiên, sau khi Tổng thống Theodore Roosevelt làm trung gian cho Chiến tranh Nga-Nhật, Allen bị thay thế vào tháng 6 năm 1905. Ngày 29 tháng 7 năm 1905, William Howard Taft, Bộ trưởng Chiến tranh Mỹ, đến Nhật Bản và ký kết Hiệp ước Taft-Katsura với Thủ tướng Nhật Bản Katsura Tarō, trong đó Mỹ công nhận quyền kiểm soát của Nhật Bản tại Triều Tiên, đổi lại Nhật Bản công nhận quyền kiểm soát của Mỹ tại Philippines.
Trong Hiệp ước Portsmouth kết thúc Chiến tranh Nga-Nhật, Nga công nhận quyền ưu tiên của Nhật Bản đối với Triều Tiên. Quan hệ Nga-Nhật dần dịu đi sau khi Alexander Izvolsky, người từng làm công sứ tại Nhật Bản (1899-1903), trở thành Bộ trưởng Ngoại giao Nga vào năm 1906. Pháp cũng công nhận vị thế ưu tiên của Nhật Bản tại Triều Tiên trong Hiệp ước Nhật-Pháp năm 1907, đưa quyền kiểm soát của Nhật Bản tại bán đảo Triều Tiên vào hệ thống ngoại giao phối hợp của các cường quốc phương Tây.

### Hiệp ước Nhật-Hàn lần thứ hai và sự kiện đặc sứ mật tại Hague
Ngày 8 tháng 4 năm 1905, nội các lần thứ nhất của Katsura Tarō đã quyết định trong cuộc họp về việc xác lập quyền bảo hộ đối với Triều Tiên. Nội dung này bao gồm việc "đảm nhận hoàn toàn các quan hệ đối ngoại của Triều Tiên" và "Triều Tiên không được trực tiếp ký kết hiệp ước với nước ngoài", tức là tước bỏ quyền ngoại giao của Triều Tiên. Triều Tiên, dưới áp lực của Nhật Bản và không còn sự ủng hộ từ Nga, đã phải chấp nhận Hiệp ước Nhật-Hàn lần thứ hai vào tháng 11 năm 1905. Hiệp ước này, được gọi là "Hiệp ước bảo hộ Eulsa" tại Triều Tiên, khiến Triều Tiên trở thành một nước bảo hộ của Nhật Bản, với quyền ngoại giao bị chuyển giao cho Nhật Bản. Đến tháng 12, chính phủ hành chính của Triều Tiên, hay Phủ Thống giám, được thành lập và Itō Hirobumi trở thành Thống giám đầu tiên của Triều Tiên.

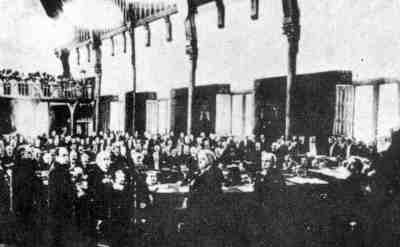
Hội nghị Hòa bình Quốc tế lần thứ hai năm 1907

Sau khi mất quyền lực thực sự, Hoàng đế Cao Tông đã tìm cách khôi phục lại quyền ngoại giao của Triều Tiên bằng cách tìm kiếm sự can thiệp của các cường quốc phương Tây, tương tự như "Ba nước can thiệp" Ngày 15 tháng 6 năm 1907, Hoàng đế Cao Tông đã gửi các đặc sứ mật đến tham dự Hội nghị Hòa bình Quốc tế lần thứ hai tại Hague, Hà Lan, để tố cáo sự kiểm soát của Nhật Bản đối với Triều Tiên. Tuy nhiên, do Triều Tiên không phải là một quốc gia ký kết Hiệp ước Xử lý Hòa bình các Tranh chấp Quốc tế năm 1889 và do mất quyền ngoại giao sau Hiệp ước Nhật-Hàn lần thứ hai, các đặc sứ Triều Tiên đã bị từ chối tiếp xúc và không đạt được kết quả gì (Sự kiện mật sứ Hague).
Các đặc sứ đã chuyển sang kêu gọi sự ủng hộ từ báo chí quốc tế, bao gồm cả Osaka Mainichi Shimbun (Tân văn nhật Osaka) của Nhật Bản. Điều này làm lộ rõ hoạt động ngoại giao bí mật của Hoàng đế Cao Tông, khiến dư luận Nhật Bản chỉ trích Itō Hirobumi và chính quyền của ông.
Sau sự thất bại của sự kiện tại Hague, các quan chức Nhật Bản và một số quan chức Triều Tiên cho rằng hành động độc đoán của Hoàng đế Cao Tông gây hại cho việc duy trì Đại Hàn Đế Quốc. Kết quả là, ngày 19 tháng 7 năm 1907, Hoàng đế Cao Tông bị buộc phải thoái vị, và Thái tử Thuần Tông lên ngôi. Ngày 24 tháng 7 năm 1907, Triều Tiên ký Hiệp ước Nhật-Hàn lần thứ ba, nhường quyền kiểm soát nội chính cho Nhật Bản, và ngày 1 tháng 8 cùng năm, quân đội Đại Hàn Đế Quốc bị giải thể.
Dư luận Nhật Bản, trước đây từng có cảm tình với Triều Tiên, dần thay đổi và cho rằng sự tồn tại của một Đại Hàn Đế Quốc không có năng lực chính trị là không hạnh phúc cho nhân dân Triều Tiên và gây nguy hại cho hòa bình thế giới. Tư tưởng này dần trở thành quan điểm chủ đạo và thúc đẩy chính sách sáp nhập Triều Tiên. Ngày 30 tháng 3 năm 1909, Ngoại trưởng Nhật Bản Komura Jutarō đã yêu cầu Kurachi Tetsukichi, Cục trưởng Cục Chính trị Bộ Ngoại giao Nhật Bản, soạn thảo một bản ý kiến về việc tiến hành sáp nhập Triều Tiên, và trình lên Thủ tướng Katsura Tarō. Bản ý kiến này nêu rõ quyết tâm tiến hành sáp nhập Triều Tiên của Nhật Bản. Thủ tướng Katsura Tarō đồng tình với bản ý kiến của Komura. Sau đó, Komura và Katsura đã tham khảo ý kiến của Itō Hirobumi, người đang giữ chức Thống giám Triều Tiên. Itō cũng bày tỏ sự đồng ý với kế hoạch sáp nhập này.
Ngày 6 tháng 7 năm 1909, nội các Thủ tướng Katsura Tarō đã chính thức quyết định về "phương án tiến hành sáp nhập Triều Tiên vào thời điểm thích hợp và các biện pháp đối với Triều Tiên". Quyết định này đã hoàn tất việc chuẩn bị cho cuộc sáp nhập Triều Tiên.

### Vụ ám sát Itō Hirobumi
Ngày 26 tháng 10 năm 1909, Itō Hirobumi, khi đang thảo luận về quan hệ Nhật-Nga với Bộ trưởng Tài chính Nga Vladimir Kokovtsov tại ga Harbin, bị ám sát bởi An Jung-geun, một nhà dân tộc chủ nghĩa Triều Tiên. Vụ ám sát này đã khiến Nga, quốc gia cuối cùng trong số các cường quốc phương Tây ủng hộ Triều Tiên, cắt đứt quan hệ với Triều Tiên và chuyển sang ủng hộ Nhật Bản.
Sự ra đi của Itō, một nhân vật quan trọng ngăn chặn sự mở rộng quân sự của phe quân phiệt do Yamagata Aritomo lãnh đạo, đã làm tăng cường ảnh hưởng của quân đội trong chính quyền Nhật Bản. Các chức vụ hành chính tại Triều Tiên, bao gồm cả Thống giám Triều Tiên, từ đây đều do các sĩ quan quân đội đảm nhiệm, dẫn đến một chính sách cai trị bằng quân sự.

### Sát nhập

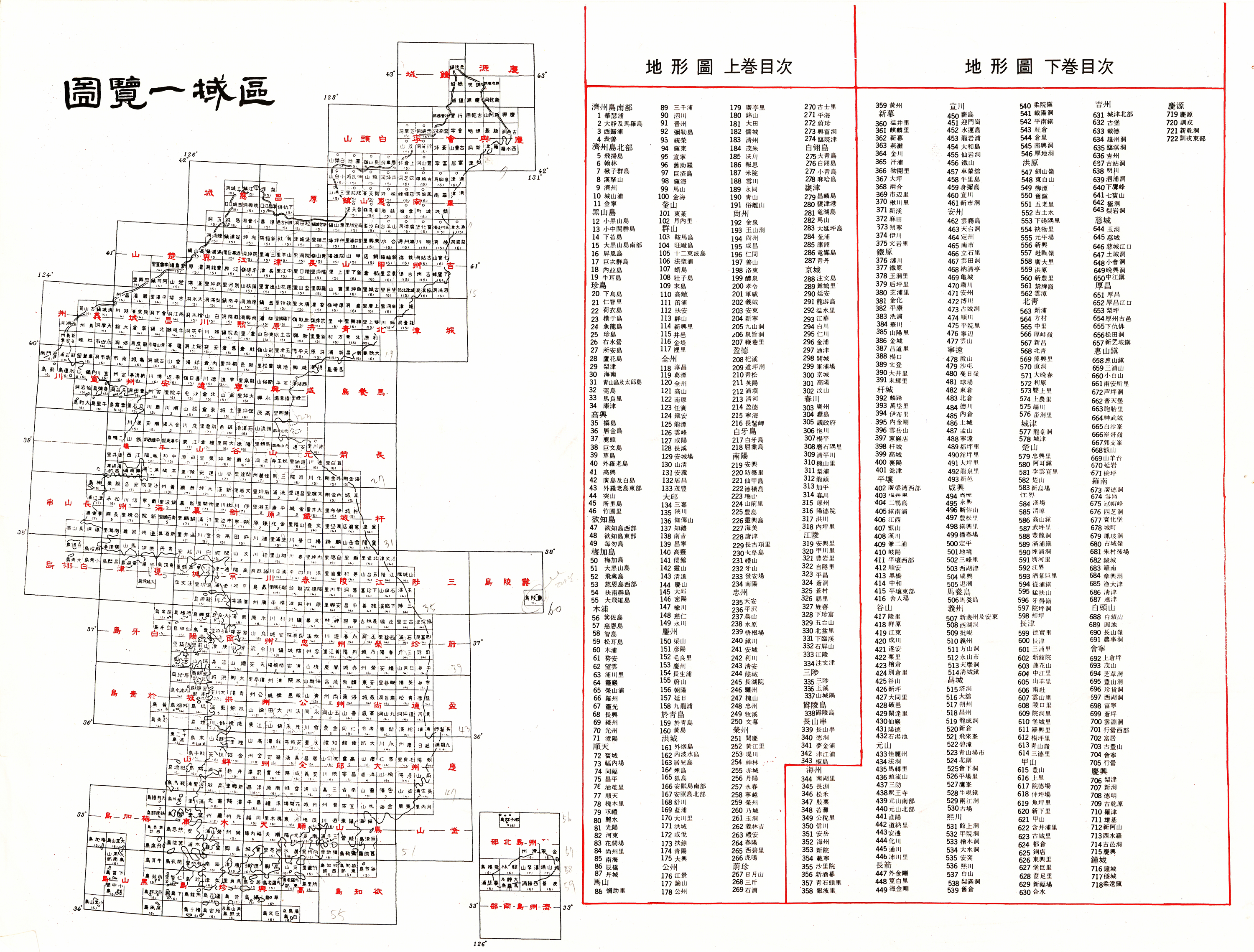
Sơ đồ phạm vi quản hạt của Phủ Tổng đốc Triều Tiên sau khi Nhật Bản hợp nhất Hàn Quốc (bảo tàng Quốc gia Trung ương Hàn Quốc lưu trữ).

Ngày 3 tháng 6 năm 1910, nội các Nhật Bản đã quyết định "chính sách quản lý đối với Triều Tiên sau khi sáp nhập". Đến ngày 8 tháng 7, các biện pháp chuẩn bị cho việc sáp nhập được Thống giám Triều Tiên, Terauchi Masatake, thiết lập và được thông qua. Ngày 6 tháng 8, Thủ tướng Triều Tiên Lee Wan-yong được yêu cầu chấp nhận việc sáp nhập. Ngày 22 tháng 8, Lee Wan-yong được bổ nhiệm làm toàn quyền đàm phán về việc ký kết hiệp ước tại một hội nghị đặc biệt. Trong điều kiện kiểm soát nghiêm ngặt với việc cấm báo chí, cấm họp hành và diễn thuyết, và với sự bảo vệ của một trung đoàn quân đội, Hiệp ước sáp nhập Triều Tiên đã được ký kết bởi Thống giám Terauchi Masatake và Thủ tướng Triều Tiên Lee Wan-yong tại Seoul vào ngày 22 tháng 8 năm 1910. Hiệp ước này có hiệu lực sau khi được phê chuẩn và công bố vào ngày 29 tháng 8, và Nhật Bản chính thức sáp nhập Đại Hàn Đế Quốc.
Kết quả của việc sáp nhập là sự chấm dứt của Đại Hàn Đế Quốc và Triều Tiên trở thành thuộc địa Nhật Bản cho đến khi kết thúc Thế chiến II. Chính phủ Đại Hàn Đế Quốc và Phủ Thống giám Triều Tiên bị bãi bỏ, thay thế bằng Phủ Tổng đốc Triều Tiên, cơ quan quản lý toàn bộ bán đảo Triều Tiên.
Hoàng đế Minh Trị Nhật Bản đã ban hành sắc lệnh "phong vương cho cựu Hoàng đế Hàn Quốc", phong tước cho hoàng tộc Hàn Quốc ngang hàng với hoàng tộc Nhật Bản. Hoàng thái tử cuối cùng của Đại Hàn Đế Quốc, Anh Thân Vương, đã kết hôn với Công chúa Nashimoto Masako. Những người Triều Tiên đóng góp cho việc sáp nhập được phong tước quý tộc Triều Tiên.

## Kết thúc
Việc ký kết Hiệp ước Nhật-Hàn đã dẫn đến sự diệt vong của Đại Hàn Đế Quốc, khiến bán đảo Triều Tiên trở thành một phần lãnh thổ của Nhật Bản. Phủ Tổng đốc Triều Tiên trở thành cơ quan cai trị tối cao của Nhật Bản tại Triều Tiên. Sự thống trị này kéo dài đến ngày 15 tháng 8 năm 1945, khi Thiên hoàng Chiêu Hòa tuyên bố chấp nhận Tuyên ngôn Potsdam, Nhật Bản mất quyền kiểm soát thực tế đối với bán đảo Triều Tiên. Ngày 2 tháng 9 năm 1945, Nhật Bản ký Văn kiện Đầu hàng, chính thức chấm dứt sự thống trị đối với bán đảo Triều Tiên.
Ngày 8 tháng 9 năm 1951, Nhật Bản ký kết Hiệp ước San Francisco với Mỹ và 49 quốc gia khác. Trong hiệp ước này, chính phủ Nhật Bản chính thức công nhận sự độc lập của Triều Tiên và từ bỏ tất cả các quyền, danh nghĩa và yêu sách đối với Triều Tiên, bao gồm các đảo Jeju, Geomun và Ulleung.